# Chris Pine
Pour les articles homonymes, voir Pine.
Christopher Whitelaw Pine, dit Chris Pine, né le 26 août 1980 à Los Angeles (Californie, États-Unis), est un acteur et réalisateur américain.
Il est révélé au grand public en 2006 en jouant aux côtés de Lindsay Lohan dans le film Lucky Girl, il confirme par la suite en 2009 par son interprétation du jeune et téméraire capitaine James T. Kirk dans la franchise cinématographique reboot Star Trek, produite par J. J. Abrams. Il reprendra le personnage pour Star Trek Into Darkness (2013) et Star Trek : Sans limites (2016).
Parallèlement, il tente d’enchaîner en tête d'affiche d'autres projets commerciaux, avec plus ou moins de succès : le thriller d'action Unstoppable (2010), avec Denzel Washington, la comédie d'action Target (2012), aux côtés de Tom Hardy, le mélodrame Des gens comme nous (2012), face à Elizabeth Banks ou encore le film catastrophe The Finest Hours (2016), où il est secondé par Casey Affleck.
Après avoir échoué à relancer une autre ancienne franchise avec The Ryan Initiative (2014), il accepte de tenir un second rôle, celui de Steve Trevor dans le blockbuster Wonder Woman (2017), réalisé par Patty Jenkins. Il seconde de nouveau la titulaire du rôle-titre, Gal Gadot, dans une suite, Wonder Woman 1984 (2019).
Il est aussi dirigé par David Mackenzie dans deux thrillers indépendants : le western moderne Comancheria (2016) et le drame historique Outlaw King : Le Roi hors-la-loi (2018). Il produit et joue le premier rôle de la mini-série I Am the Night (2019).
Acteur prolifique, il a tourné pour de nombreux cinéastes reconnus : Kenneth Branagh, Craig Gillespie, Rob Marshall, Olivia Wilde ou encore Patty Jenkins.

## Biographie

### Jeunesse
Christopher Whitelaw Pine est le fils des acteurs Robert Pine, qui a notamment interprété le rôle du sergent Getraer dans la série télévisée Chips, et Gwynne Gilford, fille de l'actrice Anne Gwynne. Il a une sœur, Katherine Pine.
Chris Pine a fréquenté l'école Oakwood dans la vallée de San Fernando et a continué à étudier l'anglais à l'université de Californie à Berkeley, où il a obtenu une licence. Pendant ce temps, il a passé une année à étudier à l'université de Leeds, en Angleterre. Il a également étudié l'art dramatique à l'American Conservatory Theatre (en) de San Francisco.

### Carrière

#### Débuts de carrière et révélation

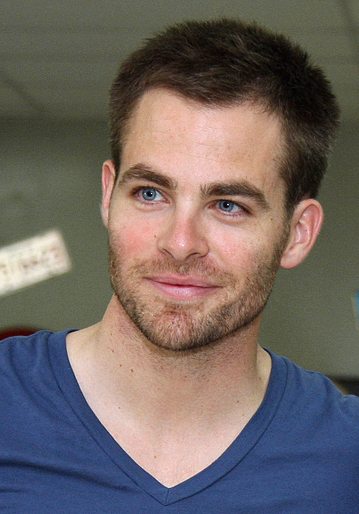
En avril 2009.

Après de nombreux rôles à la télévision, il fait ses débuts sur grand écran en 2004, en incarnant Lord Nicholas Devereaux aux côtés d'Anne Hathaway dans Un mariage de princesse, réalisé par Garry Marshall.
En 2006, Chris Pine interprète le rôle de Jake Hardin dans le film Lucky Girl (Just My Luck) de Donald Petrie. Chris connaît plusieurs autres rôles au cinéma et à la télévision. Il joue dans les séries Les Experts : Miami ou Le Protecteur, mais il n'accède à la notoriété internationale qu'en 2009.
En 2009, il est révélé au grand public en prêtant ses traits au jeune Capitaine Kirk, héros du blockbuster Star Trek de J. J. Abrams. La même année, il est à l'affiche d'un film d'horreur, Infectés, aux côtés d'acteurs de séries télévisées : Piper Perabo, Emily VanCamp, Christopher Meloni, Mark Moses et la jeune Kiernan Shipka.
En 2010, il confirme en jeune premier, en évoluant aux côtés de Denzel Washington dans le film d'action Unstoppable de Tony Scott, qui est acclamé par la critique et fonctionne bien au box-office.

#### Ascension cinématographique

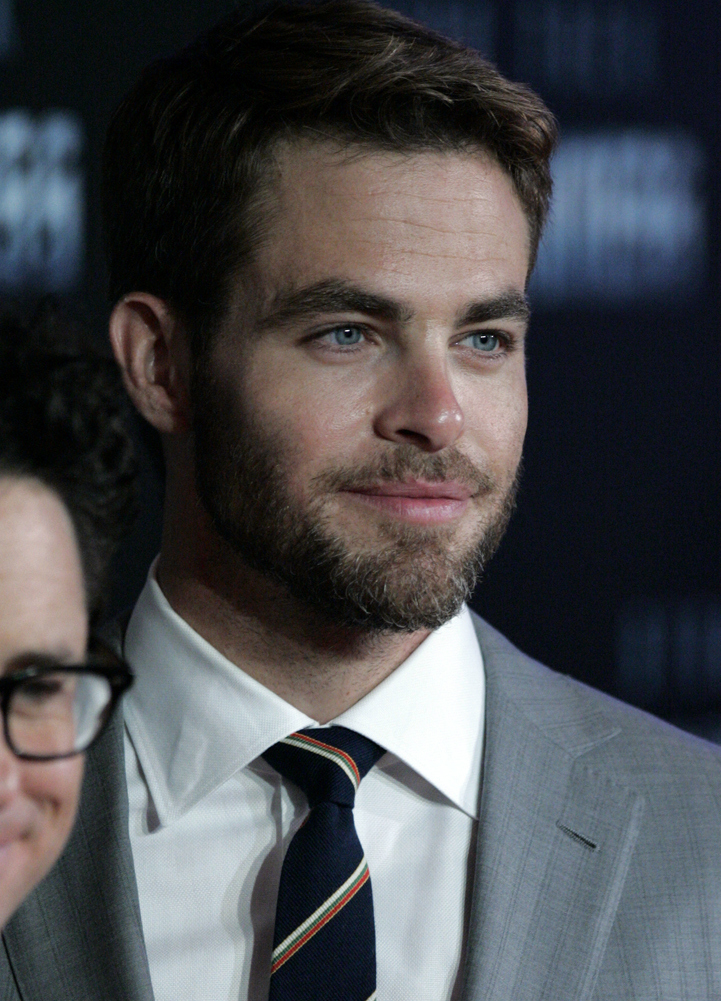
L'acteur à l'avant-première de Star Trek Into Darkness en 2013.

En 2012, Chris Pine s'aventure dans d'autres genres, partageant l'affiche de la comédie d'action Target avec Reese Witherspoon et Tom Hardy. Le film est très mal reçu par la critique. Il n'a pas plus de chance avec Des gens comme nous, première réalisation du co-scénariste de Star Trek, Alex Kurtzman. Si les prestations des acteurs sont saluées, le film déçoit et échoue commercialement. Son travail de doublage du héros du film d'animation Cinq Légendes lui permet de néanmoins bien finir l'année.
En 2013, il peut compter sur son personnage du Capitaine Kirk dans Star Trek Into Darkness, pour véritablement retrouver les faveurs de la critique et du public. Le blockbuster, toujours réalisé par J. J. Abrams, surpasse même son prédécesseur au box-office.
En 2014, il se glisse dans la version rajeunie d'un autre héros populaire : celui de Jack Ryan, pour le blockbuster The Ryan Initiative, de Kenneth Branagh. Ce thriller d'espionnage lui permet de donner la réplique à Keira Knightley et Kevin Costner, mais déçoit la critique et le public. Au point de compromettre ses chances de connaître une suite. La même année, sa participation à la comédie potache Comment tuer son boss 2 ne parvient pas à réitérer la performance commerciale du premier opus. Encore une fois, c'est donc en fin d'année qu'il parvient à se rattraper : en jouant le prince charmant de la comédie musicale Into the Woods, menée par Meryl Streep.
En 2015, il se voit confier un rôle ambigu dans le drame de science-fiction Z for Zachariah, aux côtés de Margot Robbie et Chiwetel Ejiofor. Le long métrage est distribué directement en SVOD.
En 2016, il dévoile trois longs métrages : il commence l'année en menant le casting masculin du film catastrophe des studios Disney, The Finest Hours, qui échoue cependant au box-office. Durant l'été, le grand public le retrouve dans le rôle de James Tiberius Kirk, pour Star Trek : Sans limites, cette fois réalisé par Justin Lin. Le film reçoit d'excellentes critiques, mais déçoit commercialement, rapportant moins que les deux premiers opus. Le même été, l'acteur défend le thriller néo-noir indépendant Comancheria, face à Jeff Bridges et devant la caméra du britannique David Mackenzie. Le film est non seulement acclamé par la critique, mais rapporte le double de son budget.

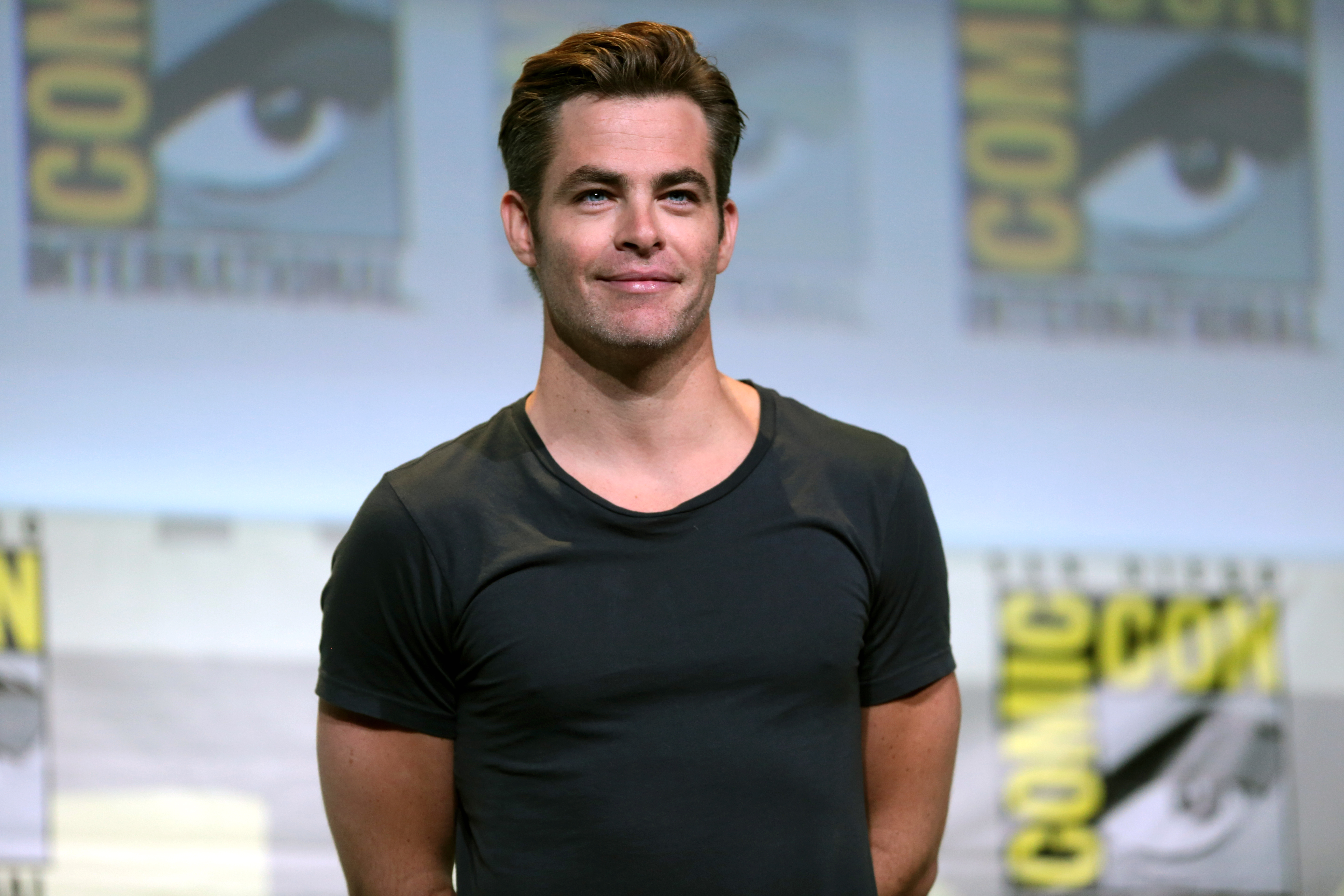
Lors de l'édition 2016 de la San Diego Comic-Con pour la présentation de la distribution de Wonder Woman.

En 2017, il rejoint une franchise de superhéros : dans le blockbuster Wonder Woman, réalisé par Patty Jenkins, il prête ses traits à Steve Trevor, le compagnon de l'héroïne éponyme incarnée par Gal Gadot. Le film est une réussite critique et commerciale.
Début 2018, il reste dans le registre du blockbuster fantastique mené par des femmes avec Un raccourci dans le temps, sous la direction d'Ava DuVernay. Il y tient le premier rôle masculin, mais ce aux côtés d'un quatuor féminin formé par Oprah Winfrey, Reese Witherspoon, Mindy Kaling et Gugu Mbatha-Raw. Il s'agit de l’adaptation du roman éponyme de Madeleine L'Engle, publié en 1962. Le film est un flop critique et commercial.
En novembre, il retrouve le britannique David Mackenzie pour Outlaw King : Le Roi hors-la-loi, disponible exclusivement sur la plate-forme Netflix. Pine tient le rôle-titre de ce film de guerre consacré à Robert Ier (roi d'Écosse). Enfin, il devrait réendosser la tenue de James T. Kirk pour un quatrième Star Trek, réalisé par S. J. Clarkson (en), surtout connue pour son travail sur les deux premiers épisodes de la série télévisée Jessica Jones.
En 2019, il produit et porte la mini-série I Am the Night. Un programme qui s'inspire de l'ouvrage One Day She'll Darken: The Mysterious Beginnings of Fauna Hodel (en) de Fauna Hodel qui revient en partie sur l'affaire du Dahlia noir.
En 2020, il est pressenti pour devenir le nouvel interprète de Simon Templar dans une nouvelle version du Saint, mais en raison de la pandémie, ce projet est repoussé puis annulé.
En 2022, il commence le tournage de Poolman, son premier film comme réalisateur. Il y apparait lui-même, aux côtés de DeWanda Wise, Jennifer Jason Leigh, Annette Bening et Danny DeVito. Le film est présenté au festival de Toronto en septembre 2023.

### Vie privée
De 2018 à 2021, il est en couple avec l'actrice britannique Annabelle Wallis,.

## Filmographie

### Acteur

#### Années 2000
- 2004 : Un mariage de princesse (The Princess Diaries 2: Royal Engagement) de Garry Marshall : Lord Nicholas Devereaux
- 2005 : Confession (it) de Jonathan Meyers : Luther Scott
- 2006 : Lucky Girl (Just My Luck) de Donald Petrie : Jake Hardin
- 2006 : Blind Dating de James Keach : Danny
- 2006 : Mi$e à prix (Smokin' Aces) de Joe Carnahan : Darwin Tremor
- 2008 : Bottle Shock de Randall Miller : Bo Barrett
- 2009 : Star Trek de J. J. Abrams : James T. Kirk
- 2009 : Infectés (Carriers) d'Àlex Pastor et David Pastor : Brian

#### Années 2010
- 2010 : Small Town Saturday Night (en) de Ryan Craig : Rhett Ryan
- 2010 : Quantum Quest: A Cassini Space Odyssey (en) de Harry Kloor (en) et Dan St. Pierre (en) : Dave (voix)
- 2010 : Unstoppable de Tony Scott : Will Colson
- 2012 : Target (This Means War) de McG : Franklin D.R. Foster / Agent Foster
- 2012 : Les Cinq Légendes (Rise of the Guardians) de Peter Ramsey : Jack Frost (voix)
- 2012 : Des gens comme nous (People like Us) d'Alex Kurtzman : Sam
- 2013 : Star Trek Into Darkness de J. J. Abrams : James T. Kirk
- 2014 : The Ryan Initiative (Jack Ryan: Shadow Recruit) de Kenneth Branagh : Jack Ryan
- 2014 : Stretch de Joe Carnahan : Roger Karos
- 2014 : Comment tuer son boss 2 (Horrible Bosses 2) de Sean Anders : Rex Hanson
- 2014 : Into the Woods de Rob Marshall : le Prince charmant de Cendrillon
- 2015 : Les Survivants (Z for Zachariah) de Craig Zobel (en) : Caleb
- 2016 : The Finest Hours de Craig Gillespie : Bernie Webber
- 2016 : Star Trek : Sans limites (Star Trek Beyond) de Justin Lin : James T. Kirk
- 2016 : Comancheria (Hell or High Water) de David Mackenzie : Toby
- 2017 : Wonder Woman de Patty Jenkins : Steve Trevor
- 2018 : Un raccourci dans le temps (A Wrinkle in Time) d'Ava DuVernay : Dr Alex Murry
- 2018 : Outlaw King : Le Roi hors-la-loi (Outlaw King) de David Mackenzie : le roi d’Écosse Robert Ier
- 2018 : Spider-Man : New Generation (Spider-Man : Into the Spider-Verse) : Peter Parker/Spider-Man du même univers que Miles Morales (voix)

#### Années 2020
- 2020 : Wonder Woman 1984 de Patty Jenkins : Steve Trevor
- 2022 : Le Couteau par la lame (All the Old Knives) de Janus Metz Pedersen : Henry
- 2022 : The Contractor de Tarik Saleh : James Harper
- 2022 : Don't Worry Darling d'Olivia Wilde : Frank
- 2023 : Donjons et Dragons : L'Honneur des voleurs (Dungeons & Dragons: Honor Among Thieves) de Jonathan Goldstein et John Francis Daley : Edgin Darvis, le barde
- 2023 : Poolman de lui-même : Darren Barrenman
- 2023 : Wish, Asha et la bonne étoile de Chris Buck et Fawn Veerasunthorn (en) : le roi Magnifico (voix)

#### Courts métrages
- 2004 : Why Germany? de Gabriel Peters-Lazaro : Chris
- 2005 : The Bulls d'Eric Stoltz : Jason
- 2009 : Beyond All Boundaries (en) (court-métrage) de David Briggs : Hanson Baldwin / sergent Bill Reed (voix)

#### Télévision
Téléfilm
- 2006 : Parlez-moi de Sara (Surrender Dorothy) de Charles McDougall : Shawn

Séries télévisées
- 2003 : Urgences (ER) : Levine (saison 9, épisode 16)
- 2003 : Le Protecteur (The Guardian) : Lonnie Grandy (saison 3, épisode 7)
- 2003 : Les Experts : Miami (CSI : Miami) : Tommy Chandler (saison 2, épisode 10)
- 2004 : Mes plus belles années (American Dreams) : Joey Tremain (saison 3, épisode 9)
- 2005 : Six Feet Under (Six Feet Under) : Sam (saison 5, épisode 2)
- 2014 et 2019 : Robot Chicken : Captain Jake (voix, 2 épisodes)
- 2015 : Wet Hot American Summer: First Day of Camp : Eric (5 épisodes)
- 2015-2018 : SuperMansion : Dr Devizo / Robo-Dino (voix, 24 épisodes)
- 2017 : Angie Tribeca : Dr Thomas Hornbein (3 épisodes)
- 2017 : Wet Hot American Summer: Ten Years Later : Eric (4 épisodes)
- 2019 : I Am the Night : Jay Singletary (mini-série, 6 épisodes - également producteur exécutif)
- 2019 : American Dad! : Alistair Covax (voix, 1 épisode)

### Réalisateur
- 2023 : Poolman (également producteur et coscénariste)

## Distinctions
Sauf indication contraire ou complémentaire, les informations mentionnées dans cette section proviennent de la base de données IMDb.

### Récompenses
- Boston Society of Film Critics Awards 2009 : Meilleure distribution pour Star Trek partagée avec Zoe Saldana, Zachary Quinto, Karl Urban, Leonard Nimoy, John Cho, Simon Pegg, Anton Yelchin, Ben Cross, Eric Bana, Clifton Collins Jr., Bruce Greenwood, Jennifer Morrison, Chris Hemsworth, Winona Ryder, Tyler Perry et Faran Tahir.
- Scream Awards 2009 : meilleur acteur pour Star Trek
- ShoWest Convention 2009 : star masculine de demain pour Star Trek
- Denver Film Critics Society Awards 2010 : Meilleure distribution pour Star Trek
- CinemaCon 2013 : star masculine de l'année.
- Satellite Awards 2014 : Meilleure distribution pour Into the Woods partagé avec Meryl Streep, Emily Blunt, James Corden, Anna Kendrick, Johnny Depp, Lilla Crawford, Daniel Huttlestone, Mackenzie Mauzy, Tracey Ullman, Christine Baranski, Tammy Blanchard, Lucy Punch, Billy Magnussen et Frances de la Tour.
- Teen Choice Awards 2017 : Meilleur acteur pour Wonder Woman

### Nominations
- Detroit Film Critics Society Awards 2009 : Révélation de l'année pour Star Trek
- IGN Summer Movie Awards 2009 : héros favori pour Star Trek
- Scream Awards 2009 : meilleure révélation masculine pour Star Trek
- Teen Choice Awards 2009 : 
  - Meilleure révélation masculine pour Star Trek
  - Meilleur duo à l'écran pour Star Trek partagé avec Zachary Quinto
- Washington DC Area Film Critics Association Awards 2009 : Meilleure distribution pour Star Trek
- Gold Derby Awards 2010 : meilleure distribution pour Star Trek
- MTV Movie & TV Awards 2010 : 
  - Meilleure révélation pour Star Trek
  - Star la plus bagarreuse pour Star Trek
- People's Choice Awards 2010 : meilleure révélation masculine de l'année pour Star Trek

- Teen Choice Awards 2012 : Meilleur acteur pour Target
- Teen Choice Awards 2013 : Meilleur acteur dans un film d'été pour Star Trek Into Darkness
- Detroit Film Critics Society 2014 : Meilleure distribution d'ensemble pour Into the Woods
- People's Choice Awards 2014 : Meilleur duo à l'écran pour Star Trek Into Darkness, partagée avec Zachary Quinto
- Phoenix Film Critics Society Awards 2014 : Meilleure distribution d'ensemble pour Into the Woods
- Washington DC Area Film Critics Association Awards 2014 : Meilleure distribution d'ensemble pour Into the Woods
- Gold Derby Awards 2015 : Meilleure distribution d'ensemble pour Into the Woods
- Las Vegas Film Critics Society Awards 2016 : Meilleur acteur pour Comancheria
- Primetime Emmy Awards 2016 : meilleur doublage pour SuperMansion
- San Diego Film Critics Society Awards 2016 : Meilleur acteur pour Comancheria
- Teen Choice Awards 2016 : Meilleur acteur dans un film de science fiction pour Star Trek: Sans Limites
- Saturn Awards 2017 : meilleur acteur pour Star Trek: Sans limites
- Jupiter Awards 2017 : Meilleur acteur international pour Star Trek: Sans limites
- Kids' Choice Awards 2017 : Meilleurs amis à l'écran pour Star Trek: Sans Limites, partagée avec Zachary Quinto
- People's Choice Awards 2017 : Meilleur acteur dans un film dramatique pour Wonder Woman
- Saturn Awards 2018 : meilleur acteur dans un second rôle pour Wonder Woman
- Satellite Awards 2019 : meilleur acteur dans une mini-série ou un téléfilm pour I Am the Night

## Voix françaises
En France, Emmanuel Garijo est la voix française régulière de Chris Pine. Boris Rehlinger l'a également doublé à trois reprises.
Au Québec, il est régulièrement doublé par Jean-François Beaupré. Martin Watier l'a doublé à six reprises.